# Breakthrough (Brettspiel)
Breakthrough („Durchbruch“) ist ein strategisches Brettspiel, das von dem US-Amerikaner Dan Troyka im Jahr 2000 erfunden wurde. Das Spiel gewann 2001 den 8x8 Game Design Wettbewerb, der von About.com und der kanadischen Zeitschrift „Abstract Games“ veranstaltet wurde.
Breakthrough kann online auf Little Golem und Super Duper Games gespielt werden. Ein gleichnamiges Spiel wurde von dem Niederländer Christian Freeling bereits 1984 erfunden.

## Regeln
Ursprünglich wurde Breakthrough auf einem Brett gespielt, das 7x7 Felder hatte. Für den Spielewettbewerb wurde das Spielfeld auf 8x8 Felder erweitert. Es gibt auch Versionen, die auf 5x5 oder 6x6 Feldern gespielt werden.
- Die Parteien (Gelb und Schwarz) haben jeweils 16 gleichartige Figuren in ihrer Farbe (auf dem 8x8-Brett). Sie werden zu Beginn auf den beiden Reihen aufgestellt, die dem jeweiligen Spieler am nächsten sind (wie bei der Schach-Grundstellung).
- Die Spieler ziehen abwechselnd, Gelb beginnt. Wer am Zug ist, muss ziehen, Passen ist nicht erlaubt.
- Man zieht eine seiner Figuren auf das Feld direkt vor der Figur, wenn dieses leer ist, oder auf ein Feld diagonal vor der Figur, wenn dieses leer oder vom Gegner besetzt ist. Im letzten Fall wird die gegnerische Figur durch den Zug geschlagen, d. h. vom Brett genommen. Man kann keine Felder überspringen, einen Doppelschritt wie beim Schach gibt es nicht.
- Man gewinnt, indem man eine seiner Figuren auf die hinterste Reihe auf der gegnerischen Seite zieht oder alle gegnerischen Figuren schlägt.

## Eigenschaften
Da die Figuren, anders als die Bauern im Schach, auf diagonal voraus liegende Felder sowohl ziehen als auch schlagen dürfen, können sich die beiden Parteien nicht gegenseitig blockieren. Eine Stellung kann sich auch nicht wiederholen, weil die Figuren nur vorwärts ziehen können. Eine Partie kann somit niemals unentschieden enden. Die Dauer einer Partie ist somit ebenfalls begrenzt, für das 8x8 Brett ist 178 Züge (89 je Partei) eine obere Schranke.

## Strategie
Eine Figur kann nicht von einer einzelnen gegnerischen Figur aufgehalten werden. Zur Verteidigung muss man deshalb mindestens zwei Figuren aufstellen, z. B. nebeneinander oder direkt hintereinander. Die elementare Angriffsmethode besteht im Angriff auf Figuren, die mehrere Angriffswege bewachen, so dass diese abgelenkt werden und ein Weg zum Durchbruch (daher der Name des Spiels) geöffnet wird.